# Taţaf Rūd
Taţaf Rūd (persiska: نطف رود, Taţaf Rūd-e Ālīān) är ett samhälle i Iran.   Det ligger i provinsen Gilan, i den nordvästra delen av landet, 260 km nordväst om huvudstaden Teheran. Taţaf Rūd ligger 96 meter över havet och antalet invånare är 373.
Terrängen runt Taţaf Rūd är varierad. Runt Taţaf Rūd är det ganska tätbefolkat, med 124 invånare per kvadratkilometer. Närmaste större samhälle är Fūman, 12,5 km öster om Taţaf Rūd. I omgivningarna runt Taţaf Rūd växer i huvudsak blandskog.